# Mistrzostwa CCCF
Mistrzostwa CCCF (hiszp. Copa CCCF, ang. CCCF Championship) – rozgrywki piłkarskie w Ameryce Środkowej i na Karaibach organizowane co dwa lata przez CCCF (hiszp. CCCF – Confederación Centroaméricana y del Caribe de Fútbol) dla zrzeszonych reprezentacji krajowych w latach 1941–1961.

## Historia
Zapoczątkowany został w 1938 roku przez CCCF. W turnieju uczestniczyły reprezentacje Curaçao, Kostaryki, Nikaragui, Panamy i Salwadoru. Pierwsze rozgrywki zostały rozegrane na stadionach Kostaryki dopiero w 1941 roku. Piątka drużyn systemem kołowym wyłoniła mistrza. Pierwszy turniej wygrała reprezentacja Kostaryki. W każdej edycji liczba uczestników zmieniała się. W ostatniej edycji zmagało się 9 drużyn, które najpierw zostały podzielone na dwie grupy, a potem czwórka najlepszych walczyła w grupie finałowej o miejsca na podium.
W 1961 roku organizacja CCCF połączyła się z NAFC (North American Football Confederation), w wyniku czego została utworzona CONCACAF, która rozpoczęła własne mistrzostwa.

## Finały
| Rok            | Gospodarz           | Finałowe miejsca | Finałowe miejsca    | Finałowe miejsca | Finałowe miejsca   | Liczba finalistów |
| Rok            | Gospodarz           | Mistrz           | Wicemistrz          | Trzecie miejsce  | Czwarte miejsce    | Liczba finalistów |
| -------------- | ------------------- | ---------------- | ------------------- | ---------------- | ------------------ | ----------------- |
| 1941 Szczegóły | Kostaryka           | Kostaryka        | Salwador            | Curaçao          | Panama             | 5                 |
| 1943 Szczegóły | Salwador            | Salwador         | Gwatemala           | Kostaryka        | Nikaragua          | 4                 |
| 1946 Szczegóły | Kostaryka           | Kostaryka        | Gwatemala           | Honduras         | Salwador           | 6                 |
| 1948 Szczegóły | Gwatemala           | Kostaryka        | Gwatemala           | Panama           | Curaçao            | 5                 |
| 1951 Szczegóły | Panama              | Panama           | Kostaryka           | Nikaragua        |                    | 3                 |
| 1953 Szczegóły | Kostaryka           | Kostaryka        | Honduras            | Gwatemala        | Curaçao            | 7                 |
| 1955 Szczegóły | Honduras            | Kostaryka        | Curaçao             | Honduras         | Salwador           | 7                 |
| 1957 Szczegóły | Antyle Holenderskie | Haiti            | Curaçao             | Honduras         | Panama             | 5                 |
| 1960 Szczegóły | Kuba                | Kostaryka        | Antyle Holenderskie | Honduras         | Gujana Holenderska | 5                 |
| 1961 Szczegóły | Kostaryka           | Kostaryka        | Salwador            | Honduras         | Haiti              | 9                 |

## Statystyki
| Lp.  | Drużyna             | Mistrz | Wicemistrz | Lata triumfów                                |
| ---- | ------------------- | ------ | ---------- | -------------------------------------------- |
| 1.   | Kostaryka           | 7      | 1          | 1941*, 1946*, 1948, 1953*, 1955, 1960, 1961* |
| 2.   | Salwador            | 1      | 2          | 1943*                                        |
| 3-4. | Panama              | 1      | 0          | 1951*                                        |
|      | Haiti               | 1      | 0          | 1957                                         |
| 5.   | Gwatemala           | 0      | 3          |                                              |
| 6.   | Curaçao             | 0      | 2          |                                              |
| 7-8. | Honduras            | 0      | 1          |                                              |
|      | Antyle Holenderskie | 0      | 1          |                                              |

* jako gospodarz.
Terytorium Curaçao oficjalnie przyłączyło się do Antyli Holenderskich 15 grudnia 1954, choć reprezentacja piłki nożnej grała pod nazwą Curaçao do 1958 roku.